# Costa de Cantabria

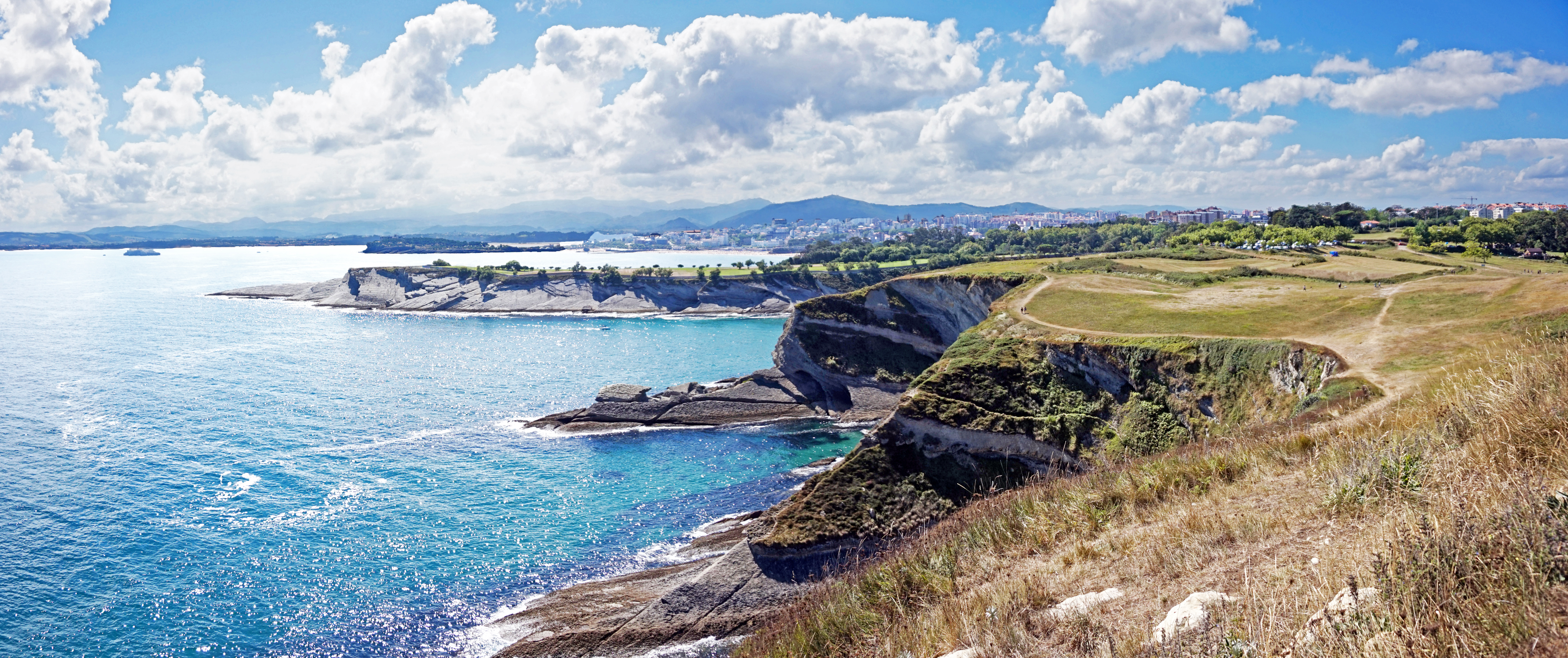
Kantabrische Küste bei Santander

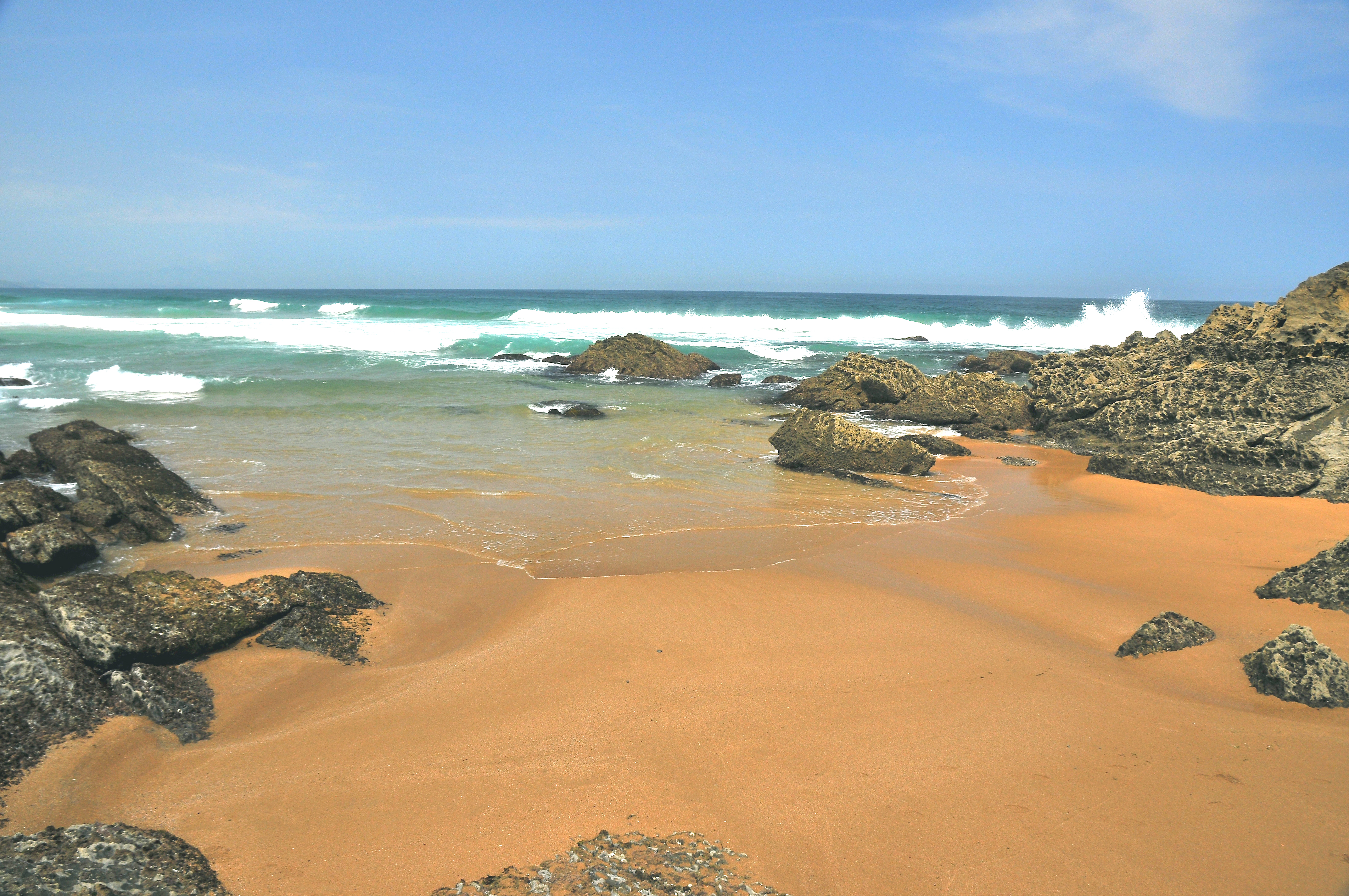
Strand bei Suances

Die Costa de Cantabria (manchmal auch Costa Cantabrica) ist der ca. 150 km lange Küstenabschnitt der Autonomen Gemeinschaft Kantabrien im Norden Spaniens.

## Geografie
Die Costa Cantabrica erstreckt sich entlang der südlichen Biskaya-Küste von San Vicente de la Barquera im Westen bis nach Ontón, einem Dorf der Gemeinde Castro Urdiales, im Osten. Ziemlich genau im Zentrum liegt die wichtige Hafenstadt Santander; knapp 30 km südwestlich davon befindet sich die ca. 5 km von der Küste entfernte Stadt Santillana del Mar. Das Hinterland wird gebildet von den beim Pico Tres Mares bis zu 2175 m hohen Bergen des Kantabrischen Gebirges.
Neben zahlreichen Bächen (arroyos) münden auch mehrere etwa 40 bis 65 km lange Küstenflüsse in die Bucht von Biskaya ein – z. B. der Río Agüera, die Ría de Treto, der Río Miera, die Ría de Tijero, die Ría de Solía, die Ría de Mogro, der Río Saja sowie der Río Escudo.

## Tourismus
- Die kantabrische Küste ist über weite Strecken felsig; dazwischen gibt es aber immer wieder – touristisch kaum erschlossene – kleinere Sandstrände; die größten und meistfrequentierten befinden sich in der Umgebung von Santander und bei der Küstenstadt Laredo.
- Die bei der teilweise mittelalterlich anmutenden Kleinstadt Santillana de Mar gelegene Höhle von Altamira ist eins der bedeutendsten Zeugnisse prähistorischer Höhlenmalerei in Europa.